# Brian Propp
Brian Philip Propp, född 15 februari 1959 i Lanigan, Saskatchewan, är en kanadensisk före detta professionell ishockeyspelare som spelade i NHL för Philadelphia Flyers, Boston Bruins, Minnesota North Stars och Hartford Whalers.

## Junior
Brian Propp spelade juniorhockey för Melville Millionaires i Saskatchewan Junior Hockey League och för Brandon Wheat Kings i WCJHL där han var en offensiv dynamo och totalt gjorde 219 mål och 292 assist för 511 poäng på 213 matcher. Han valdes som 14:e spelare totalt i NHL-draften 1979 av Philadelphia Flyers.

## NHL
Propp debuterade i NHL säsongen 1979–1980 och gjorde 34 mål och 41 assist för totalt 75 poäng på 80 matcher. Propp spelade i Flyers fram till och med säsongen 1989–1990. Han gjorde 40 mål eller fler fyra gånger och 90 poäng eller fler också det fyra gånger i Flyers-tröjan. Han spelade dessutom tre Stanley Cup-finaler med Flyers, 1980 mot New York Islanders samt 1985 och 1987 mot Edmonton Oilers, utan att vinna någon av dem.
2 mars 1990 bytte Flyers bort Propp till Boston Bruins. Han spelade 14 matcher för Bruins i grundserien och 20 i slutspelet där man nådde Stanley Cup-final mot Edmonton Oilers, en final Boston förlorade med 4-1 i matcher.
25 juli 1990 skrev Propp på som free agent för Minnesota North Stars. Första säsongen i Minnesota, 1990–1991, nådde han åter Stanley Cup-finalen där Pittsburgh Penguins var för svåra och vann med 4-2 i matcher.
4 oktober 1993 skrev Propp på som free agent för Hartford Whalers. Säsongen 1993–1994, som skulle komma att bli hans sista i NHL, spelade han 65 matcher för Hartford. Han gjorde endast 12 mål och 17 assist men nådde både 1000 spelade matcher i NHL och 1000 gjorda poäng.
Brian Propp spelade i totalt fem Stanley Cup-finaler med tre olika lag utan att någonsin vinna Stanley Cup, med Philadelphia Flyers 1980, 1985 och 1987, med Boston Bruins 1990 och med Minnesota North Stars 1991.

## Internationellt
Brian Propp spelade i flera internationella turneringar för Kanada. Hans största stund på den internationella ishockeyscenen var då han var med och vann Canada Cup 1987.

## Statistik
SJHL = Saskatchewan Junior Hockey League

### Klubbkarriär
| 1975–76      | Melville Millionaires | SJHL         | 57   | 76  | 92  | 168  | 36  | —   | —  | —  | —   | —   |
| 1976–77      | Brandon Wheat Kings   | WCJHL        | 72   | 55  | 80  | 135  | 47  | 16  | 14 | 12 | 26  | 5   |
| 1977–78      | Brandon Wheat Kings   | WCJHL        | 70   | 70  | 112 | 182  | 200 | 8   | 7  | 6  | 13  | 12  |
| 1978–79      | Brandon Wheat Kings   | WCJHL        | 71   | 94  | 100 | 194  | 127 | 22  | 15 | 23 | 38  | 40  |
|              |                       | Memorial Cup | –    | –   | –   | –    | –   | 5   | 4  | 7  | 11  | 6   |
| 1979–80      | Philadelphia Flyers   | NHL          | 80   | 34  | 41  | 75   | 54  | 19  | 5  | 10 | 15  | 29  |
| 1980–81      | Philadelphia Flyers   | NHL          | 79   | 26  | 40  | 66   | 110 | 12  | 6  | 6  | 12  | 32  |
| 1981–82      | Philadelphia Flyers   | NHL          | 80   | 44  | 47  | 91   | 117 | 4   | 2  | 2  | 4   | 4   |
| 1982–83      | Philadelphia Flyers   | NHL          | 80   | 40  | 42  | 82   | 72  | 3   | 1  | 2  | 3   | 8   |
| 1983–84      | Philadelphia Flyers   | NHL          | 79   | 39  | 53  | 92   | 37  | 3   | 0  | 1  | 1   | 6   |
| 1984–85      | Philadelphia Flyers   | NHL          | 76   | 43  | 54  | 97   | 43  | 19  | 8  | 10 | 18  | 6   |
| 1985–86      | Philadelphia Flyers   | NHL          | 72   | 40  | 57  | 97   | 47  | 5   | 0  | 2  | 2   | 4   |
| 1986–87      | Philadelphia Flyers   | NHL          | 53   | 31  | 36  | 67   | 45  | 26  | 12 | 16 | 28  | 10  |
| 1987–88      | Philadelphia Flyers   | NHL          | 74   | 27  | 49  | 76   | 76  | 7   | 4  | 2  | 6   | 8   |
| 1988–89      | Philadelphia Flyers   | NHL          | 77   | 32  | 46  | 78   | 37  | 18  | 14 | 9  | 23  | 14  |
| 1989–90      | Philadelphia Flyers   | NHL          | 40   | 13  | 15  | 28   | 31  | —   | —  | —  | —   | —   |
| 1989–90      | Boston Bruins         | NHL          | 14   | 3   | 9   | 12   | 10  | 20  | 4  | 9  | 13  | 2   |
| 1990–91      | Minnesota North Stars | NHL          | 79   | 26  | 47  | 73   | 58  | 23  | 8  | 15 | 23  | 28  |
| 1991–92      | Minnesota North Stars | NHL          | 51   | 12  | 23  | 35   | 49  | 1   | 0  | 0  | 0   | 0   |
| 1992–93      | Minnesota North Stars | NHL          | 17   | 3   | 3   | 6    | 0   | —   | —  | —  | —   | —   |
| 1992–93      | HC Lugano             | NL-A         | 24   | 21  | 6   | 27   | 32  | 9   | 5  | 1  | 6   | 28  |
| 1993–94      | Hartford Whalers      | NHL          | 65   | 12  | 17  | 29   | 44  | —   | —  | —  | —   | —   |
| 1994–95      | HC Anglet             | Frankrike 2  | 27   | 32  | 19  | 51   | 74  | —   | —  | —  | —   | —   |
| NHL totalt   | NHL totalt            | NHL totalt   | 1016 | 425 | 579 | 1004 | 830 | 160 | 64 | 84 | 148 | 151 |
| WCJHL totalt | WCJHL totalt          | WCJHL totalt | 213  | 219 | 292 | 511  | 374 | 46  | 36 | 41 | 77  | 57  |

### Internationellt
| År            | Lag           | Turnering     |    | Matcher | Mål | Assist | Poäng | Utv |
| ------------- | ------------- | ------------- | -- | ------- | --- | ------ | ----- | --- |
| 1979          | Kanada        | JVM           | 5  | 2       | 1   | 3      | 2     |     |
| 1982          | Kanada        | VM            | 10 | 3       | 1   | 4      | 4     |     |
| 1983          | Kanada        | VM            | 10 | 4       | 4   | 8      | 6     |     |
| 1987          | Kanada        | CC            | 9  | 2       | 2   | 4      | 2     |     |
| 1992          | Kanada        | SC            | 3  | 3       | 1   | 4      | 2     |     |
| Senior totalt | Senior totalt | Senior totalt | 32 | 12      | 8   | 20     | 14    |     |